# Piet van Reenen
Petrus ("Piet") van Reenen (Utrecht, 17 januari 1909 – aldaar, 8 juni 1969) was een Nederlands voetballer.
Van Reenen is de topschutter aller tijden van Ajax. Hij scoorde voor Ajax 273 keer in 237 wedstrijden. Daardoor kreeg hij de bijnaam Goaltjes-Piet.

## Loopbaan
Van Reenen begon zijn voetballoopbaan bij UVV in Utrecht waar hij in 37 wedstrijden 30 goals maakte. Zijn debuut voor UVV  had plaats op 3 oktober 1926 toen hij op 17-jarige leeftijd in de tweede wedstrijd van het seizoen in de uitwedstrijd tegen Hilversum in de tweede helft inviel voor midvoor Kan. De rest van het seizoen speelde hij alle wedstrijden mee. Zijn eerste goals scoorde Van Reenen op 17 oktober 1926. In de met 2-0 gewonnen uitwedstrijd tegen VOC maakte hij beide goals. Zijn doelpunt in de 22e minuut was het eerste in een onafzienbare rij. Pas zestien jaar later maakte hij zijn 303e en laatste doelpunt. 

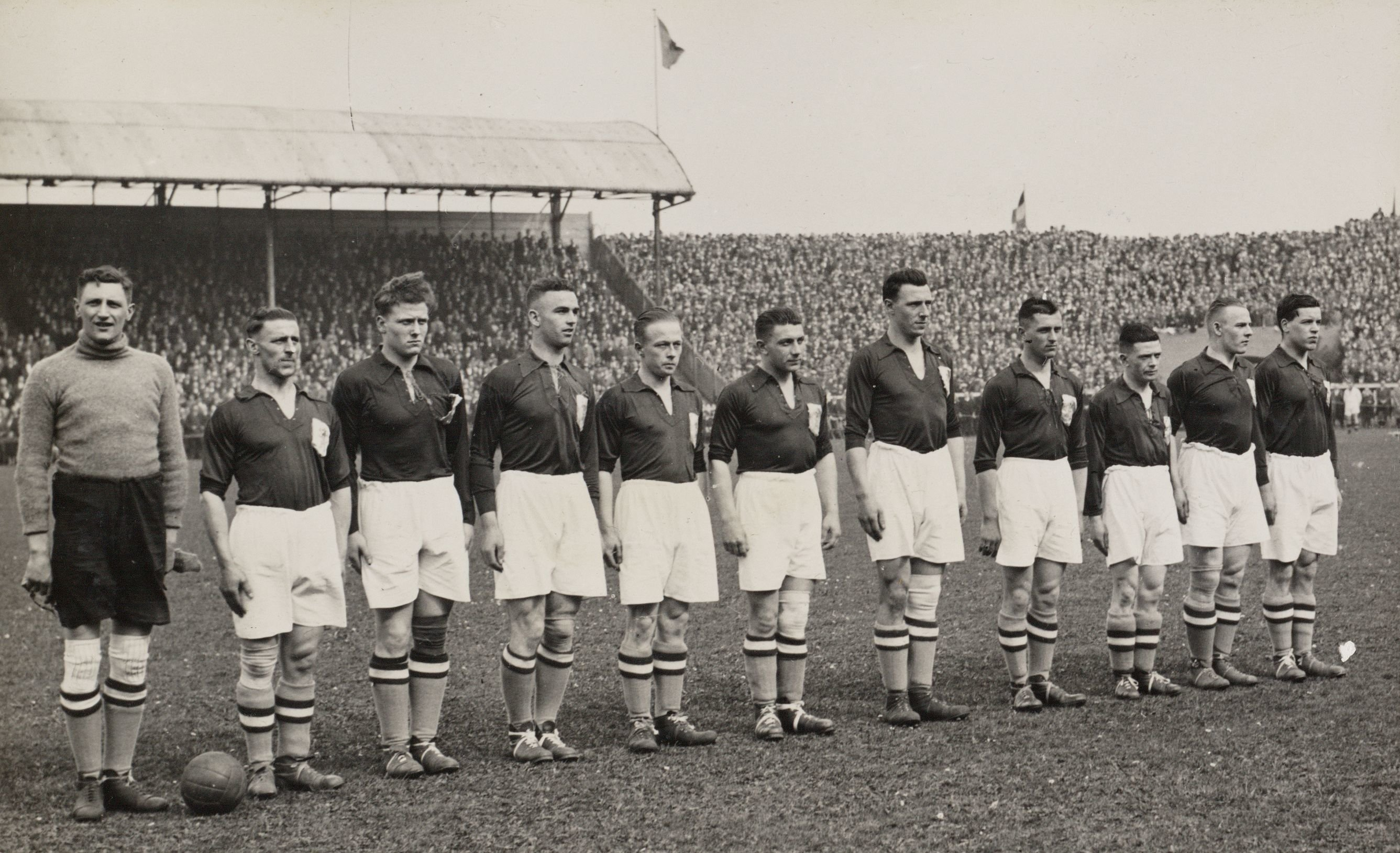
Piet van Reenen (vijfde van links) in het Nederlands elftal (1933)

Van Reenen is de eerste Nederlandse speler die de grens van 300 competitiedoelpunten op het hoogste niveau brak. In zijn tweede seizoen kreeg Van Reenen zoals veel jonge spelers te maken met een terugslag. Hij werd maar zeven keer opgesteld en maakte slechts een doelpunt. De eerste vier wedstrijden stond hij nog in de basis maar daarna werd nog maar sporadisch gebruik van hem gemaakt. In zijn derde en laatste seizoen bij UVV sukkelde Van Reenen af en toe met blessures. UVV stond bijna het hele seizoen onderaan en degradeerde uiteindelijk ook. Ondanks dat het elftal slecht draaide en in constant wisselende samenstellingen op het veld kwam slaagde Van Reenen er toch nog in om 10 doelpunten te maken in 13 wedstrijden. In zijn periode bij UVV kwam Van Reenen tot drie optredens met 1 doelpunt tegen Ajax. Hij maakte blijkbaar voldoende indruk om na de degradatie van UVV in 1929 bij de Amsterdammers te mogen komen spelen. Bij Ajax speelde hij van 15 september 1929 (debuut tegen DFC) tot 18 oktober 1942 (tegen Blauw Wit). Nadat Van Reenen na afloop van het seizoen 1939-1940 eigenlijk al was gestopt kwam hij later nog weleens opdraven als Ajax in nood zat. Van Reenen stopte uiteindelijk op zijn 33e definitief met voetbal.

## Vertegenwoordigend voetbal
Ondanks zijn grote talent voor het maken van doelpunten heeft Van Reenen slechts twee interlands gespeeld. Hij wist hierin het doel niet te vinden. Voor het Nederlands Elftal werd hij niet de ideale midvoor bevonden.
| Nr.       | Nr.  | Datum        | Locatie                          | Thuisploeg | Uitploeg  | Uitslag | Dp. | Verslag |
| --------- | ---- | ------------ | -------------------------------- | ---------- | --------- | ------- | --- | ------- |
| 1929-1930 |      |              |                                  |            |           |         |     |         |
| 1.        | 110. | 8 juni 1930  | Albert Flóriánstadion, Boedapest | Hongarije  | Nederland | 6-2     | -   |         |
| 1932-1933 |      |              |                                  |            |           |         |     |         |
| 2.        | 124. | 9 april 1933 | Bosuilstadion, Antwerpen         | België     | Nederland | 1-3     | -   |         |